# Gorgona (Xanthi)
Gorgona este un sat semimuntos din Prefectura Xanthi  cu o populație în 2021 de 214 locuitori și aflat la o altitudine de 277 de metri  .

## Geografie - Istorie
Gorgona este situată în centrul prefecturii la aproximativ 9 km nord de Xanthi și la 7 km sud de Sminthi (reședința municipalității Myki). Din punct de vedere cultural, la fel ca toată municipalitatea Myki, satul este inclus în Pomakochoria iar numele său în limba pomacă este Bratankova. În Grecia limba pomacă este considerată un dialect al limbii bulgare. Conform tradiției locale, în apropierea satului, pe dealul Malko Marina, se află o stânca numită „Vransko Kamen” sau „Vragia”, care reprezintă un sit istoric important pentru pomacii din zonă. În perioada convertirii la islam, pentru a evita capturarea de către turcii otomani, unii ar fi sărit de pe această stâncă. Conform planului Kallikratis se încadrează în municipalitatea Myki și conform recensământului din 2011 are o populație de 217 locuitori. 